# 온동역
온동역(Ondong station, 溫洞驛)은 충청남도 서천군 판교면 상좌리에 있었던 장항선의 철도역이었다.
이 역이 있는 상좌리에 여름에는 차갑고 겨울에는 물이 더운 샘이 있다 하여 '온동'이라 부른 자연부락명이 그대로 역명이 되었다. 지금은 일제강점기에 폐역된데다가 선로까지 걷혀서 현재는 흔적이 거의 남아있지 않다. 부근에는 온동터널이 있어 위치를 짐작할 수 있다.

## 역사
- 1931년 8월 1일 : 배치간이역으로 영업 개시[1]
- 일자 불명 : 폐역